# Normenausschuss Schweißen und verwandte Verfahren
Der Normenausschuss Schweißen und verwandte Verfahren (NAS) im DIN, früher Normenausschuss Schweißtechnik ist zuständig für die nationale Normung und vertritt die deutschen Normungsinteressen auf europäischer Ebene (CEN) im CEN/TC (Technical Committee) 121 „Schweißen“ und CEN/TC 240 „Thermisches Spritzen und thermisch gespritzte Schichten“ sowie auf internationaler Ebene (ISO) im ISO/TC 44 „Schweißen und verwandte Prozesse“. 

## Geschichte
Der NAS wurde 1925 gegründet. 1999 wurde der Förderkreis "Schweißen und verwandte Prozesse" im NAS zur finanziellen Unterstützung gegründet, dem ca. 112 Firmen, Verbände und Institutionen beigetreten sind, die überwiegend aktiv in den Arbeitsgremien des
NAS mitarbeiten.

## Normgebiete
Normungsarbeiten werden für folgende Bereiche und Gebiete festgelegt:
- Verständigungsgrundlagen,
- Prüfung und Bewertung des Personals,
- Verfahrensprüfungen,
- Zusätze zum Schweißen, Löten und thermischen Spritzen,
- Qualitätsanforderungen,
- zerstörende und zerstörungsfreie Prüfverfahren,
- Anforderungen zum Arbeits- und Gesundheitsschutz sowie
- Einrichtungen zum Gas-, Widerstands- und Strahlschweißen, thermischen Schneiden und thermischen Spritzen.

## Wichtige Publikationen des NAS (in Auswahl)
- DIN-DVS-Taschenbuch 65: Schweißtechnik 2 - Autogenverfahren, Thermisches Schneiden - Normen und Merkblätter. 11. Auflage. Beuth Verlag, 2012, ISBN 978-3-410-23144-8.
- DIN-DVS-Taschenbuch 191: Schweißtechnik 4 - Auswahl von Normen für die Ausbildung des schweißtechnischen Personals. 10. Auflage. Beuth Verlag, 2012, ISBN 978-3-410-22485-3.

## Organisation
Der Normenausschuss besteht aus 26 Arbeitsausschüssen und dem Beirat. Von den 26 Arbeitsausschüssen sind zurzeit zwei ruhend (Stand: Oktober 2012).
Außerdem gliedert sich der Normenausschuss in die folgenden Organisationseinheiten:
- Vorsitzender
- eine Geschäftsstelle mit Geschäftsführer
- Beirat mit Vorsitzendem
- verschiedene Gremien mit Obleuten